# Peter Schreier
Peter Schreier (Meißen, 29 luglio 1935 – Dresda, 25 dicembre 2019) è stato un tenore e direttore d'orchestra tedesco.

## Biografia
Alla Semperoper di Dresda nel 1959 è il primo prigioniero in Fidelio e nel 1962 Belmonte in Die Entführung aus dem Serail.
Al Festival di Bayreuth debutta nel 1966 come Junger Seemann Tristan und Isolde diretto da Karl Böhm con Wolfgang Windgassen, Martti Talvela, Birgit Nilsson, Eberhard Waechter e Christa Ludwig.
Alla Wiener Staatsoper debutta nel 1967 come Tamino in Die Zauberflöte con Hans Hotter, Hilde Güden e Graziella Sciutti seguito da Belmonte in Die Entführung aus dem Serail, Don Ottavio in Don Giovanni (opera) diretto da Josef Krips con Cesare Siepi, Gundula Janowitz, Sena Jurinac, Erich Kunz e la Sciutti (50 recite viennesi nel ruolo fino al 1985) e Ein Sänger in Der Rosenkavalier diretto da Krips con Leonie Rysanek, la Ludwig, Kunz, Wilma Lipp e Gerhard Stolze.
Al Festival di Salisburgo debutta nel 1967 come Tamino in Die Zauberflöte diretto da Wolfgang Sawallisch con Hermann Prey.
Al Metropolitan Opera House di New York debutta nel 1967 come Tamino in Die Zauberflöte con Bonaldo Giaiotti e nel 1968 è Don Ottavio in Don Giovanni con Siepi e Martina Arroyo.
Al Teatro alla Scala di Milano nel 1968 è Idamante nella prima di Idomeneo, re di Creta diretto da Sawallisch con Margherita Rinaldi, Leyla Gencer e Nicola Zaccaria.
Ancora a Vienna nel 1969 è Narraboth in Salomè (opera) con Stolze ed Anja Silja e David in Die Meistersinger von Nürnberg con Hotter e Lisa Della Casa, nel 1970 Da-ud in Die ägyptische Helena diretto da Krips con Gwyneth Jones ed Edita Gruberová, nel 1971 il conte Almaviva ne Il barbiere di Siviglia (Rossini) e Jaquino in Fidelio con Leonie Rysanek e Karl Ridderbusch, nel 1972 Steuermann in Der Fliegende Holländer con la Jones, nel 1973 Lenski in Evgenij Onegin (opera) con Éva Marton, Bernd Weikl ed Anton Dermota, nel 1974 Loge in Das Rheingold e nel 1975 Ferrando in Così fan tutte diretto da Böhm con la Janowitz, Weikl e Waechter.
Nuovamente a Salisburgo nel 1969 tiene un recital con musiche di Ludwig van Beethoven, nel 1970 canta Die schöne Müllerin e la Sinfonia n. 9 (Beethoven) diretto da Rafael Kubelík con i Wiener Philharmoniker, Rosalind Elias e Walter Berry, nel 1971 come il protagonista in Mitridate, re di Ponto con Edda Moser e Arleen Auger e tiene un recital con musiche di Johannes Brahms, nel 1972 come Ferrando in Così fan tutte diretto da Böhm con la Janowitz, Reri Grist, Prey e Dietrich Fischer-Dieskau, Serenade for Tenor, Horn and Strings di Benjamin Britten, la Messa in do minore K 427 con la Auger e Kurt Moll e tiene un recital, nel 1973 Idamante in Idomeneo diretto da Böhm con Moll e Stimme in De Temporum Fine Comoedia diretto da Herbert von Karajan con la Ludwig e Josef Greindl, nel 1974 tiene un recital e canta Liebeslieder-Walzer con Edith Mathis e Berry, nel 1975 tiene un recital, nel 1976 canta Italienisches Liederbuch di Hugo Wolf con la Mathis, nel 1977 Don Ottavio in Don Giovanni diretto da Böhm con Sherrill Milnes, Anna Tomowa-Sintow, Berry e la Mathis, canta ne La Creazione diretto da Karajan con la Mathis e José van Dam ed un recital con Jörg Demus con musiche di Beethoven, nel 1979 tiene recital, nel 1980 Belmonte in Die Entführung aus dem Serail diretto da Lorin Maazel con Ileana Cotrubaș e Talvela, Tamino in Die Zauberflöte für Kinder diretto da James Levine con Lucia Popp, canta Die schöne Magelone di Brahms e Franz I. von Frankreich in Karl V di Ernst Křenek diretto da Gerd Albrecht con la Jurinac, nel 1981 il Requiem (Mozart) in memoriam di Böhm al Duomo di Salisburgo diretto da Levine con la Ludwig, Berry e la Popp e Das Buch mit sieben Siegeln di Franz Schmidt, nel 1982 un recital con Demus, nel 1983 Neue Liebesliederdi di Brahms con la Mathis e Berry, nel 1985 un recital con musiche di Johann Sebastian Bach, nel 1986 Golgotha di Frank Martin con la Moser, la Ludwig e Fischer-Dieskau, Liederkreis di Robert Schumann e Tagebuch eines Verschollenen di Leoš Janáček, nel 1987 un recital con musiche di Beethoven, nel 1991 un concerto con András Schiff con musiche di Mozart e Beethoven, nel 1995 con Schiff con musiche di Franz Schubert, nel 1996 un concerto con musiche di Bach e nel 1998 un recital con Schiff con musiche di Schumann.
Nel 1972 canta il Requiem di Mozart diretto da Daniel Barenboim con Margherita Rinaldi, Franca Mattiucci e Berry alla Scala, nel 1974 è junger Physiker nella prima assoluta di Einstein di Paul Dessau al Staatsoper Unter den Linden di Berlino.
Nel 1976 è Ferrando nella prima di Così fan tutte diretto da Böhm con Margaret Price, la Grist, Agnes Baltsa, Prey e Rolando Panerai alla Scala e Präsident der USA in Einstein al Teatro della Pergola di Firenze.
Ancora alla Scala nel 1979 canta Die schöne Müllerin, nel 1983 tiene un recital con Demus, nel 1988 canta in concerto musiche di Beethoven e nel 1992 torna con un recital.
Al Grand Théâtre di Ginevra nel 1978 tiene un recital di lieder di Beethoven e Schubert, tornando nel 1980 con Italienisches Liederbuch di Wolf con la Mathis, nel 1982 con lieder di Wolf, Beethoven e Schubert, nel 1986 con musiche di Felix Mendelssohn e Schumann, nel 1987 Die Winterreise, nel 1989 Die schöne Müllerin, nel 1991 musiche di Mozart e nel 1994 musiche di Mozart e Schubert.
All'Edinburgh International Festival nel 1981 è l'Evangelista nella Passione secondo Matteo diretto da Claudio Abbado con Prey, Margaret Price e Jessye Norman.
A Vienna torna nel 1982 come Flamand in Capriccio (Strauss) con la Janowitz, la Ludwig, nel 1987 Idomeneo diretto da Nikolaus Harnoncourt arrivando a 200 recite viennesi fino al 1991.
Nel 1984 viene insignito dell'Ordine al merito per la patria (Germania Est), nel 1988 vince il Premio musicale Léonie Sonning ed il Premio Ernst von Siemens e nel 1989 riceve l'Ordine della Stella dell'amicizia tra i popoli.
Come direttore d'orchestra debutta a Salisburgo in concerto nel 1987, con la Messa in do minore K 427 con Barbara Bonney nel 1988, dirige lo Stabat Mater (Dvořák) nel 1990 ed un concerto nel 1991.
Per il Teatro La Fenice di Venezia nel 2001 è il direttore e l'Evangelista nella Passione secondo Giovanni nella Basilica di San Marco.
In seguito a una lunga malattia, muore il giorno di Natale del 2019 presso un ospedale di Dresda. Schreier aveva 84 anni.

## Discografia parziale
- Bach, Capolavori corali: Oratorio di Natale/Magnificat/Passioni - Schreier/Staatskapelle Dresden, 1984/1993 Decca
- Bach, Oratorio di Natale - Schreier/Donath/Lipovsek/Holl, 1987 Philips
- Bach, Passione Matteo - Karajan/BPO/Schreier/Janowitz, 1987 Deutsche Grammophon
- Beethoven, Sinf. n. 9 - Karajan/BPO/Baltsa/Schreier, 1976 Deutsche Grammophon
- Berlioz, Requiem - Munch/Schreier/Bayer. RSO, 1967 Deutsche Grammophon
- Brahms, Liebeslieder op. 52, 65/3 Quartetti op.64 - Mathis/Schreier/F. Dieskau, 1981 Deutsche Grammophon
- Haydn, Stagioni - Böhm/Schreier/Janowitz, 1998 Deutsche Grammophon
- Mendelssohn: Elijah - Annelies Burmeister/Elly Ameling/Gewandhausorchester di Lipsia/Peter Schreier/Rundfunkchor Leipzig/Theo Adam/Wolfgang Sawallisch, 1968 Philips
- Mozart, Flauto magico - Davis/Schreier/Price/Serra, 1984 Philips
- Mozart, Lucio Silla - Hager/Schreier/Auger/Varady, 1975 Deutsche Grammophon
- Mozart, Messe K. 427 - Karajan/BPO/Hendricks/Schreier, 1993 Deutsche Grammophon
- Mozart, Ratto dal serraglio - Böhm/Auger/Schreier/Grist, 1974 Deutsche Grammophon
- Mozart: Il Sogno di Scipione - Leopold Hager/Lucia Popp/Peter Schreier/Edita Gruberová/Edith Mathis, 1980 Philips
- Schubert, Schöne Müllerin/Winterreise/Schwanengesang - Schreier/Schiff, 1989/1991 Decca
- Wagner: Das Rheingold - Robert Hale/Hanna Schwarz/Nancy Gustafson/Kim Begley/Peter Schreier/Franz Josef Kapellmann/Jan-Hendrik Rootering/Walter Fink/Orchestra di Cleveland/Christoph von Dohnányi, Decca
- Weber, Franco cacciatore - Kleiber/Janowitz/Mathis/Crass, 1973 Deutsche Grammophon

## DVD parziale
- Bach, Oratorio di Natale - Harnoncourt/Schreier/Holl, 1981 Deutsche Grammophon
- Mozart, Requiem - Böhm/Janowitz/Ludwig/Schreier, 1971 Deutsche Grammophon
- Mozart: Die Zauberflöte (Salzburg Festival, 1982) - Martti Talvela/Peter Schreier/Walter Berry/Edita Gruberová/Ileana Cotrubaș/Edda Moser/James Levine, regia Jean-Pierre Ponnelle, Arthaus Musik/Naxos
- Mozart: Die Zauberflote fur Kinder (Salzburg Festival, 1982) - Peter Schreier/Ileana Cotrubas/Edda Moser/James Levine, Arthaus Musik/Naxos
- Mozart: Le nozze di Figaro (Staatsoper Unter den Linden, 1999) - Daniel Barenboim, Arthaus Musik/Naxos